# Terrænstreg
Terrænstreg (fork. TS) er den dagligdags betegnelse for vinkelenheden Tusinddel, der anvendes i militære organisationer.
En TS er defineret som topvinklen i en ligebenet trekant, hvor forholdet mellem grundlinjens og benenes længde er 1:1000. En TS er således vinklen man ser ind i, når man observerer et objekt med en størrelse på 1 m på en afstand af 1 km.
Definitionen på en TS er valgt, så den er nem at regne med. Hvis det f.eks. vides at et objekt har en bredde på 3m (f.eks. en BMP-1), og objektet fylder 3 TS i synsfeltet, så er afstanden til objektet 1km. Hvis samme objekt fylder dobbelt så meget (6 TS), så er afstanden halvt så stor, 0.5 km.
Formlen for afstanden til et observeret objekt er således
{\displaystyle D={\frac {S}{V}},}
hvor {\displaystyle V} er vinklen (i TS), {\displaystyle S} er objektets størrelse (i meter) og {\displaystyle D} er afstanden (distancen) (i km). TS angives normalt i hele tal. 
Soldater lærer under deres grunduddannelse, hvad deres egen finger- og håndsbredde er i TS. Militære observations- og sigtekikkerter har indbygget vinkelmål i TS, så et objekts vinkelmål kan observeres mere præcist. En skytte lærer derfor højde, bredde og længde på en række fjendtligt materiel udenad, og kan herefter ved observation af dette materiels størrelse i synsfeltet hurtigt udregne afstanden til objektet, således at sigtet kan tage højde for afstanden.
Udover den vigtige anvendelse til udregning af målafstande anvendes TS også til befaling for skydning med et affuteret våben. Et affuteret maskingevær kan således befales at bestryge en bakkekam med en skudfelt på f.eks. 100 TS i en given hovedretning. Hvis bakkekammen ligger 0.4 km væk, så har det befalede skudfelt en bredde på 100 TS * 0.4 km = 40m. For samme type våben kan korrektion af ilden også befales i TS, f.eks. 25 TS til højre. For en afstand på 0.4 km vil det være en korrektion på 10 m.
En TS svarer med adskillige decimalers nøjagtighed til en milliradian, og til en hel cirkel på {\displaystyle 2\pi } radianer svarer der således (i heltal) 6283 TS. Men for at det skal være nemmere at regne med store vinkelmål, så defineres en fuld cirkel til at være 6400 TS. Bagsiden af kompashuset på Forsvarets kompas M/71 er således inddelt i 64 cirkelbuer, hver defineret til at være 100 TS.